# Chiesa di San Nicola di Bari (Tadasuni)
La chiesa di San Nicola di Bari è un edificio religioso situato a Tadasuni, centro abitato della Sardegna centrale. Consacrata al culto cattolico è sede dell'omonima parrocchia e fa parte della diocesi di Alghero-Bosa.

L'edificio venne eretto verso la metà del XIX secolo in stile neoclassico con conci di basalto scuro; ha navata unica, absidata e voltata a botte. 
La chiesa conserva al suo interno una cinquecentesca Madonna di Boele e alcuni pezzi di argenteria tra cui un ostensorio in oro e argento risalente al XIX secolo.
Dagli anni settanta del Novecento fino al 2009, la casa parrocchiale fu sede del "Museo degli Strumenti della Musica Popolare Sarda", allestito dal parroco Giovanni Dore (Suni, 1930 – Alghero, 2007), esperto nelle tradizioni musicali sarde.